# Bullacris serrata
Bullacris serrata is een rechtvleugelig insect uit de familie Pneumoridae. De wetenschappelijke naam is gepubliceerd in 1810 door Thunberg.
1. ↑  (en) Bullacris serrata op de IUCN Red List of Threatened Species.